# Kadanuumuu
Kadanuumuu ("Grande Homem" no idioma Afar) é o apelido de KSD-VP-1/1. Trata-se de um fóssil parcial de Australopithecus afarensis, de 3,58 milhões de anos, descoberto na região de Afar, Etiópia, em 2005, por uma equipe liderada por Yohannes Haile-Selassie, curador de antropologia física do Museu de História Natural de Cleveland, e divulgado em 2010 pela revista Proceedings of the National Academy of Sciences. Com base na análise esquelética, acredita-se que o fóssil mostre conclusivamente que a espécie era totalmente bípede. Segundo Haile-Selassie: "Esse indivíduo era totalmente bípede e capaz de caminhar como os humanos modernos. Como resultado da descoberta, podemos dizer com confiança que a Lucy e seus parentes eram quase tão eficientes como nós ao andar sobre as duas pernas e que o alongamento de nossas pernas ocorreu antes, em nossa história evolutiva, do que achávamos".
Com mais de um metro e meio de estatura, Kadanuumuu é muito mais alto que o famoso fóssil "Lucy" da mesma espécie descoberta na década de 1970 e é aproximadamente 400.000 anos mais velho. Entre outras características, a escápula de Kadanuumuu (parte da omoplata), a mais antiga descoberta até hoje para um hominídeo, é comparável à dos humanos modernos, sugerindo que a espécie era mais terra do que baseada em árvores. Nem todos os pesquisadores concordam com esta conclusão.